# Landolfo (nome)
Landolfo  è un nome proprio di persona italiano maschile.

## Varianti
- Ipocoristici: Lando[2][3][4]

### Varianti in altre lingue
- Catalano: Landolf[5]
- Germanico: Landulf[2][6], Landolf[6], Landulph[6], Lantulf[6], Lantolf[6]
- Latino: Landulfus[2], Landulphus[1]
- Spagnolo: Landolfo[5]

## Origine e diffusione
Deriva dal nome longobardo Landulf, passato in latino medioevale come Landulfus e Landulphus e popolarizzato da svariati principi di Benevento e di Capua. È formato dalle radici germaniche land ("terra") e vulf ("lupo", e in senso lato "guerriero"). Può essere interpretato come "lupo/guerriero famoso nella sua terra" oppure "lupo del paese" (cioè "strenuo difensore").
È maggiormente accentrato in Toscana, anche se va precisato che il suo uso è scarsissimo.

## Onomastico
L'onomastico si può festeggiare il 7 giugno, in memoria del beato Landolfo da Vareglate, vescovo di Asti, oppure il 13 agosto, in ricordo di san Landolfo, vescovo di Évreux.

## Persone
- Landolfo, vescovo di Torino
- Landolfo I, arcivescovo di Benevento
- Landolfo I, arcivescovo di Milano
- Landolfo II da Carcano, arcivescovo di Milano
- Landolfo di Vergiate, vescovo di Asti
- Landolfo I di Benevento, principe di Benevento
- Landolfo III di Benevento, principe di Salerno e Capua
- Landolfo IV di Benevento, principe di Capua e di Benevento
- Landolfo Brancaccio, cardinale italiano
- Landolfo Cotta, presbitero italiano
- Landolfo Sagace, storico italiano
- Landolfo Seniore, scrittore e presbitero italiano
- Landolfo Iuniore, scrittore italiano

## Il nome nelle arti
- Landolfo Rufolo è un personaggio del Decameron di Giovanni Boccaccio.